# Distretto di Humay
Il distretto di  Humay è uno degli otto distretti della provincia di Pisco, in Perù. Si trova nella regione di Ica e si estende su una superficie di 1.112,96 chilometri quadrati.